# Ширяевский район
Ширяевский район (укр. Ширяївський район) — ликвидированная административная единица на севере Одесской области Украины. Административный центр — пгт. Ширяево.
Район ликвидирован 17 июля 2020 года в рамках административно-территориальной реформы на Украине. Территория района вошла в состав укрупнённого Березовского района, кроме Сахановского сельского совета, вошедшего в Цебриковскую сельскую территориальную общину укрупнённого Раздельнянского района и Александровского сельского совета, вошедшего в Долинскую сельскую территориальную общину укрупнённого Подольского района.

## География

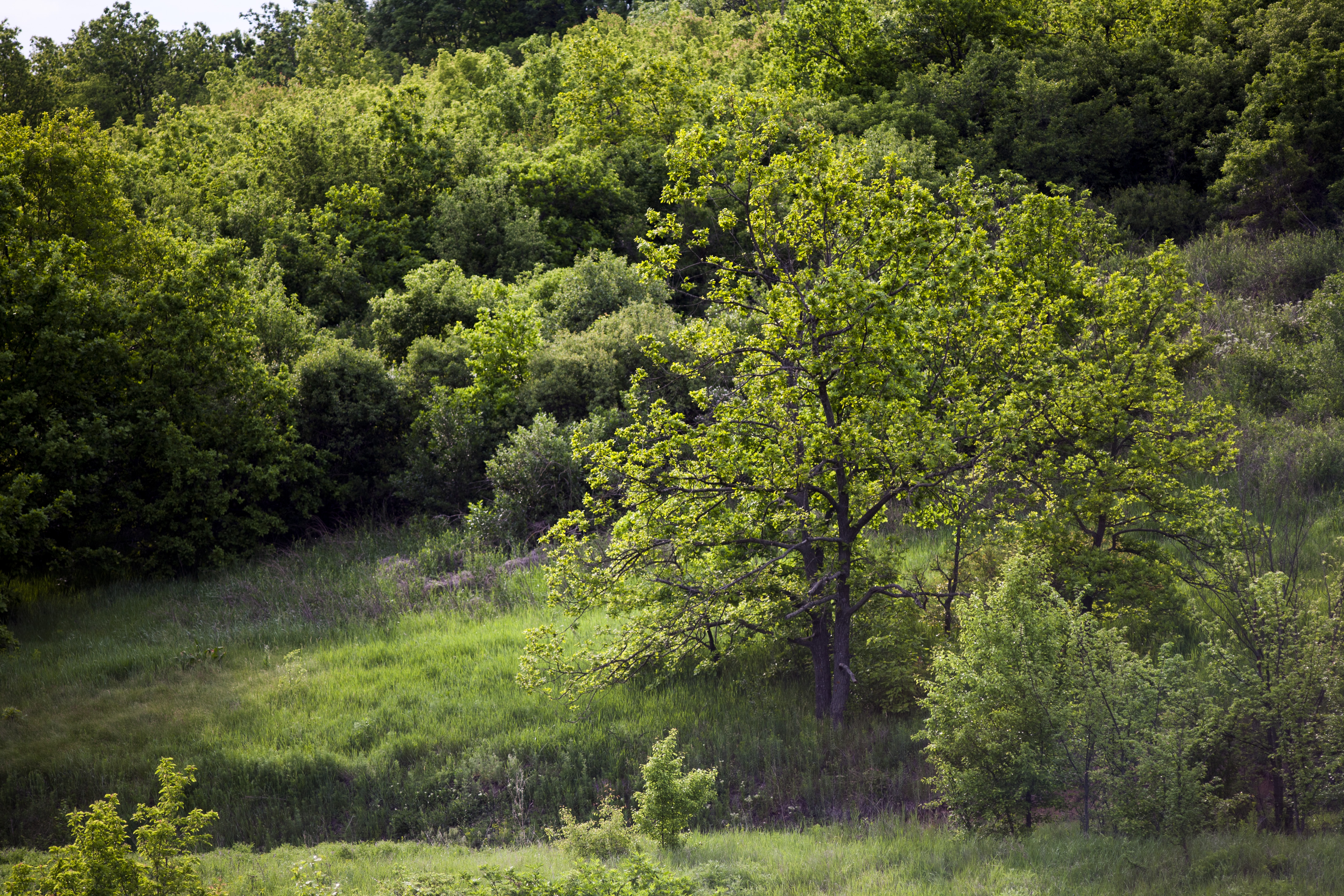
Растительность в Осиновском заказнике

Граничил с Ананьевским, Любашевским, Николаевским, Березовским, Великомихайловским, Захарьевским и Ивановским районами.
Площадь района 1,5 тысячи квадратных километров. По территории района протекала река Большой Куяльник. На территории района создан ландшафтный заказник местного значения Осиновский, ландшафтный заказник местного значения Чегодаровский.

## История
Первое упоминание о Ширяево (с. Степановка) было в 1795 году. В этом году была проведена ревизия, по которой в деревне насчитывалось 36 дворов и 289 жителей. Установлено, что Ширяево было основано в конце 18 века выходцами из Болгарии, а также крепостными крестьянами, сбежавшими из северных регионов Российской империи. Через село проходил Чумацкий шлях, соединявший Одессу с Подолом, Волынью, Балтой. Это дало толчок развитию торговли и ремесленничества. В первой половине XIX века Ширяево было отнесено к разряду поселений Тираспольского уезда. Становится волостным центром, строится православная церковь, еврейский молитвенный дом, почтовая станция, церковно-приходская школа, фельдшерский пункт, несколько каменных домов торговцев и богатых ремесленников, 8 торговых лавок, корчма, винный погреб, трактир.
У городке проживало 70 % украинцев, 20 % евреев, остальные — русские, немцы и поляки.
Все земли стали собственностью царского двора. Часть земель раздавалось или продавалась. Формально крестьяне считались свободными, но фактично зависели от царского двора. Часть населения составляли чиншевики. Это были вольные поселенцы, которые за плату (чинш) (8-12 руб.) имели право на покупку участка земли для сооружения жилья. Преимущественно это были землянки без двора и земельного участка. В них жили чиншевики и десятники. Городок славилось землепашеством, торговлей, занимало одно из первых мест в Херсонской губернии. Большие базары собирались в городке каждую неделю, небольшие — каждый день.
Согласно архивным документам, первым крупным приватным землевладельцем в с. Степановке упоминается помещица Анастасия Степановна Чернолуцкая — дочка царского придворного лакея Степана Ширяя. Кроме земель и имущества своего отца (8500 десятин земли) ей было ещё подарено 10 тысяч десятин казначейских земель вместе с крестьянами с. Степановки самим Александром ІІ.
Дворянка Чернолуцкая и её муж (отставной генерал) не жили у с. Степановке. Их жизнь проходила в городе Одесса. Крестьяне Степановки никогда не видели генерала. Только одна Анастасия Степановна со своим маленьким сыном Сергеем приезжала в поместье.
После реформы 1861 года помещица Чернолуцкая была вынуждена отпустить своих крепостных крестьян и выделить по 2 десятины на душу. За это, дарованные земли были названы в её честь та в честь её сестры — Анастасиевка и Ульяновка.
В 1880 году помещица Чернолуцкая умирает и земли и Степановка переходят в наследство её сыну Сергею Ширяю — ротмистру Императорской гвардии, который приезжал из Петербурга только летом. Имением руководил управитель Михаил (в честь него названо с. Михайловка).
В один из первых визитов в Степановку он решил увековечить своё имя и переименовал её в Ширяево.
Согласно статистике в 1880 году у городке было 117 хозяев, которые занимались земледелием, 8 хозяев земледелием и ремеслинечеством, 27 — ремеслом и промыслом, 32 — торговлей.
Село Степановка была разделена на 3 части:
1 — торговый городок с усадьбой;
2 — село Ульяновка;
3 — село Анастасиевка (Магала);
Волость занимала площадь 230,90 кв. верст. В населенных пунктах насчитывалось 717 дворов. На один двор приходилось 5,1 чел., а на 1 кв. версту 18 человек.
По образованию: с высшим — 13 человек, с средним специальным — 6 человек, с начальным — 90 человек, без образования — 3980 человек.
Состав по вероисповеданию: православных — 3721 человек, католиков — 12 человек, лютеран — 32 человека, расскольников — 10 человек, иудеев −303 человека.
Национальный состав: украинцев — 70 %, русских — 4 %, немцев −3 %, поляков — 3 %, евреев — 20 %.

### XX век
1923 год март — состоялась административная реформа в регионе. Были отменены старые названия и введены новые.
Бывшая Степановская волость была поделена на три сельских совета: Ульяновский, Ширяевский и Михайловский.
1924 год — Демидовский район перевели в городок Петроверовку, куди присоединили несколько сельских советов: Чуйковский (с. Александровка), Григорьевский, Марьяновский, Михайловский, Ширяевский, Ульяновский, Осиновский.
В 1924—1928 годах была проведена коллективизация. В 1930 году создается МТС как государственное предприятие в помощь сельским хозяйствам.
Весной 1932 года был создан в Ширяево колхоз «Украина», в состав которого вошли 4 местных хозяйства. Возглавлял хозяйство в те годы Андрей Пазиченко.
20 февраля 1935 года в Ширяево создается административный районный центр.
В экономическом отношении район был сельскохозяйственный. 96 % площадей были использованы в сельском хозяйстве, из которых 74 % вспаханные, где выращивались в основному озимые сорта пшеницы. Средняя урожайность зерновых в те годы достигала 16-20 ц/га.
Второй важной отраслью района было животноводство, где на 100 га сельских угодий составляло 12-13 голов крупного рогатого скота мясного и молочного производства. В те годы было 4 семилетних школы, 16 начальных школ, 1 больница, 4 медпункта, 17 клубов, 36 библиотек.
Летом 1935 года были созданы райпотребсоюз, автопарк, редакция газеты «Колгоспна правда» (с 1945 року газету переименовано на «Проминь»), районное отделение банка и сельхозбанк, районный суд, прокуратура, сберкасса.
Во время Великой Отечественной войны из жителей района в войне взяли участие 13018 человек.
2 года и 9 месяцев район был оккупирован немецко-фашистскими и румыно-боярскими войсками. Район был освобожден от немецко-фашистских оккупантов со 2 по 4 апреля 1944 года. Не вернулись домой с фронта 4225 человек. 9 воинам присвоено звание Героя Советского Союза, один человек — полный кавалер орденов Славы, более 2 тысяч солдат было награждено боевыми орденами и медалями, среди них 196 ширяевцев.
28 ноября 1957 года к Ширяевскому району была присоединена часть территории упразднённого Троицкого района. 21 января 1959 года к Ширяевскому району была присоединена часть территории упразднённого Жовтневого района.
В 1959 году, после ликвидации Петроверовского района, в состав Ширяевского района были включены села Маркевичево, Новоелизаветовка, Новопетровка, Катерино-Платоновка, Жовтень и ближайшие села. Однако в январе 1963 года район было ликвидировано и Ширяево отошло к Ананьевскому району. У 1965 году Ширяево опять райцентр, с этого же года оно стало относиться к разряду поселков городского типа. Площадь района — 1,5 тыс. кв. км. Население — 35,8 тыс. человек, в том числе сельское — 29,4 тыс. Плотность населения — 23,8 человека на 1 кв. км. Поселковому и 17 сельским Советам подчинены 77 населенных пунктов. В районе было создано 64 первичных партийных, 82 профсоюзных и 80 комсомольских организаций. За 16 колхозами и 4 совхозами закреплено 147,6 тыс. га сельскохозяйственных угодий, в том числе 100 тыс. га пахотной земли. Ведущей отраслью народного хозяйства района является сельскохозяйственное производство с развитым растениеводством и животноводством. Имеется пять промышленных предприятий и две строительные организации. Население обслуживают 4 больницы, 36 фельдшерско-акушерских пунктов, в которых работает 55 врачей и 144 работника со средним медицинским образованием. В 11 средних, 18 восьмилетних и 17 начальных школах 609 учителей обучают 6347 учащихся. В детской музыкальной школе занимается 230 детей. Культурно-просветительную работу ведут 14 домов культуры, 29 клубов, имеющих 33 киноустановки, 38 библиотек с общим книжным фондом 311,9 тыс. экземпляров. Действует историко-краеведческий музей на общественных началах. В районе было установлено 8 памятников В. И. Ленину, 36 обелисков советским воинам и односельчанам, отдавшим жизнь за Родину в годы Великой Отечественной войны.

## Население
Численность населения района — 26 557 человек, из них городского населения — 6 537 человек, сельского — 20 020 человек.

## Административное устройство
Количество советов:
- поселковых — 1
- сельских — 19

Количество населённых пунктов:
- поселков городского типа — 1
- сёл — 73

## Управление
Ширяевский районный совет включает 26 депутатов: 26 избрано по партийным спискам, Дата признания избранными - 16 ноября 2016 года. Глава Ширяевского райсовета - Полюганич Ольга Васильевна.
Глава районной администрации - Бойко Тарас Орестович.

## Экономика
Экономика района представлена торговыми и сельскохозяйственными предприятиями. На территории района создана широкая сеть торговых заведений. К 2005 году функционировало 82 предприятия розничной торговли и 18 предприятий общественного питания различных форм собственности, среди которых три фирменных магазина.
На базе бывших колхозов создано более 18 частных предприятий, которые имеют правопреемственность. Право на земельную часть (пай) получили 12962 чел. Район специализируется на выращивании зерновых культур.
Промышленность в районе представлена предприятиями: типография, хлебозавод Ширяевского райпотребсоюза и ЧП «Сегрос», специализирующееся на изготовлении колбасных изделий.

## Транспорт
Через территорию района проходит международная автотрасса E 95.
Через Ширяево проходят рейсовые автобусы Одесса — Подольск, Одесса — Долинское.

## Уроженцы района
В селе Николаевка родился Николай Павлович Жуган (р. 1917) — генерал-майор Советской Армии, участник Великой Отечественной войны, Герой Советского Союза.
В селе Николаевка родился Тихон Александрович Кучеряба (1910—1978) — подполковник Советской Армии, участник Великой Отечественной войны, Герой Советского Союза.
В селе Марьяновка родился Леони́д Фёдорович Лавреню́к (6 августа 1925 — 11 апреля 1945) — младший лейтенант, участник Великой Отечественной войны, Герой Советского Союза.
В селе Александровка родился Иван Васильевич Кондратенко (1923—1971) — старший сержант Советской Армии, участник Великой Отечественной войны, Герой Советского Союза (1943).
В селе Петроверовка родился Сергей Николаевич Шевелёв (25.06.1909, Одесская область — 13.02.1979, Курская область) — лётчик-ас, капитан, участник Великой Отечественной войны, Герой Советского Союза (1943).
В селе Саханское проживал и работал Яков Харитонович Кольчак (25 декабря 1918 — 7 марта 1955) — будущий наводчик орудия 680-го стрелкового полка 169-й стрелковой дивизии. Первый артиллерист, удостоенный в годы Великой Отечественной войны звания Героя Советского Союза (1941).
В селе Григоровка родилась Ли́дия Никола́евна Лопа́тинская (род. 25 декабря 1924 года) — доярка, Герой Социалистического Труда, (указ Президиума Верховного Совета СССР от 22 марта 1966 года).
В селе Петроверовка родился Теодо́р Ильи́ч Ойзерма́н (род. 1 (14) мая 1914 — советский и российский философ, историк философии. Доктор философских наук (1951), профессор (1953), академик АН СССР (1981; с 1991 года — Российской академии наук), лауреат Государственной премии СССР (1983).
В селе Бранкованово родился Владимир Гаврилович Сокуре́нко (укр. Володимир Гаврилович Сокуренко; 28 января 1921 — 22 ноября 1994, Львов) — украинский советский правовед, доктор юридических наук (1967), профессор (1968).

## Достопримечательности

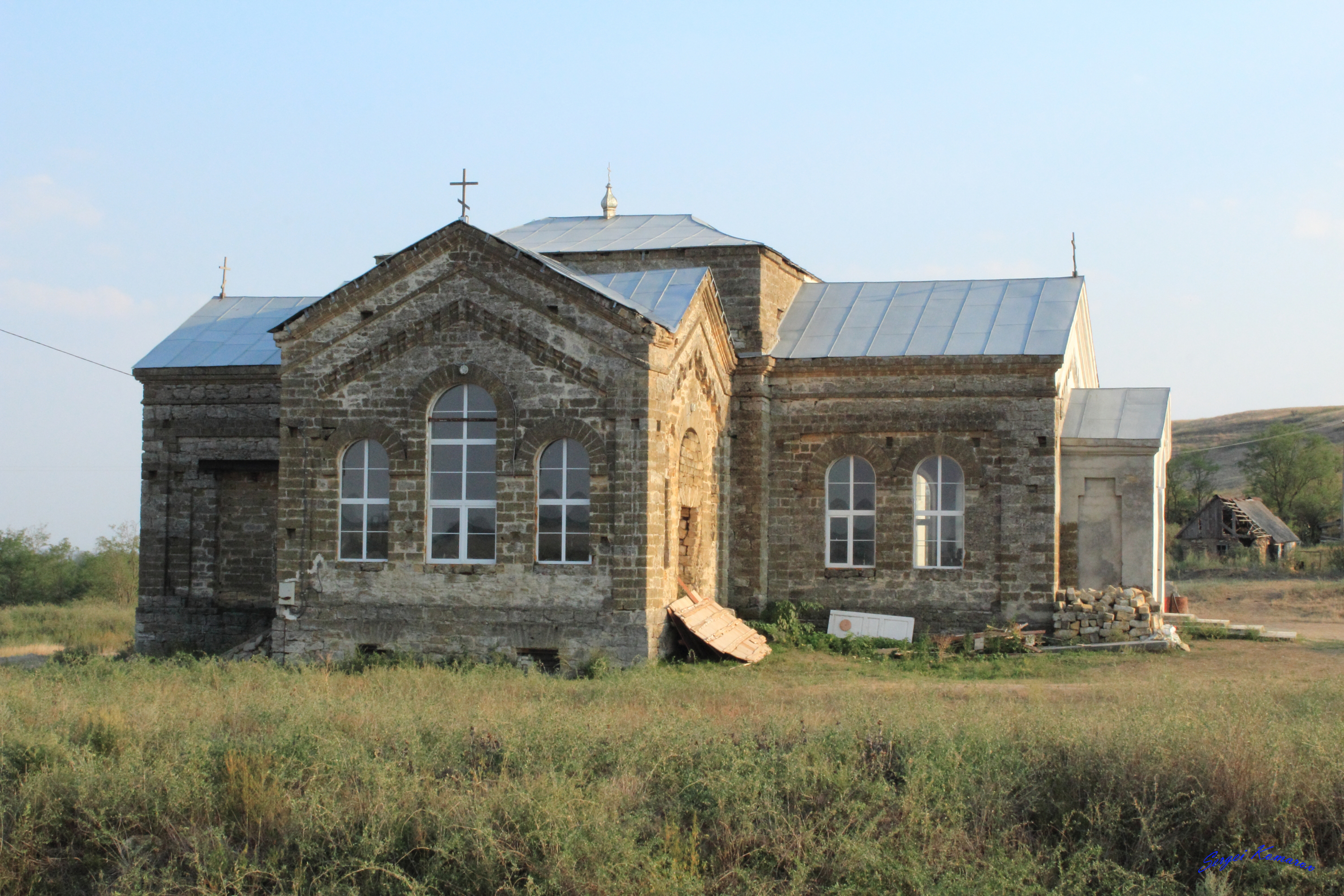
Церковь Иоанна Богослова в селе Армашевка
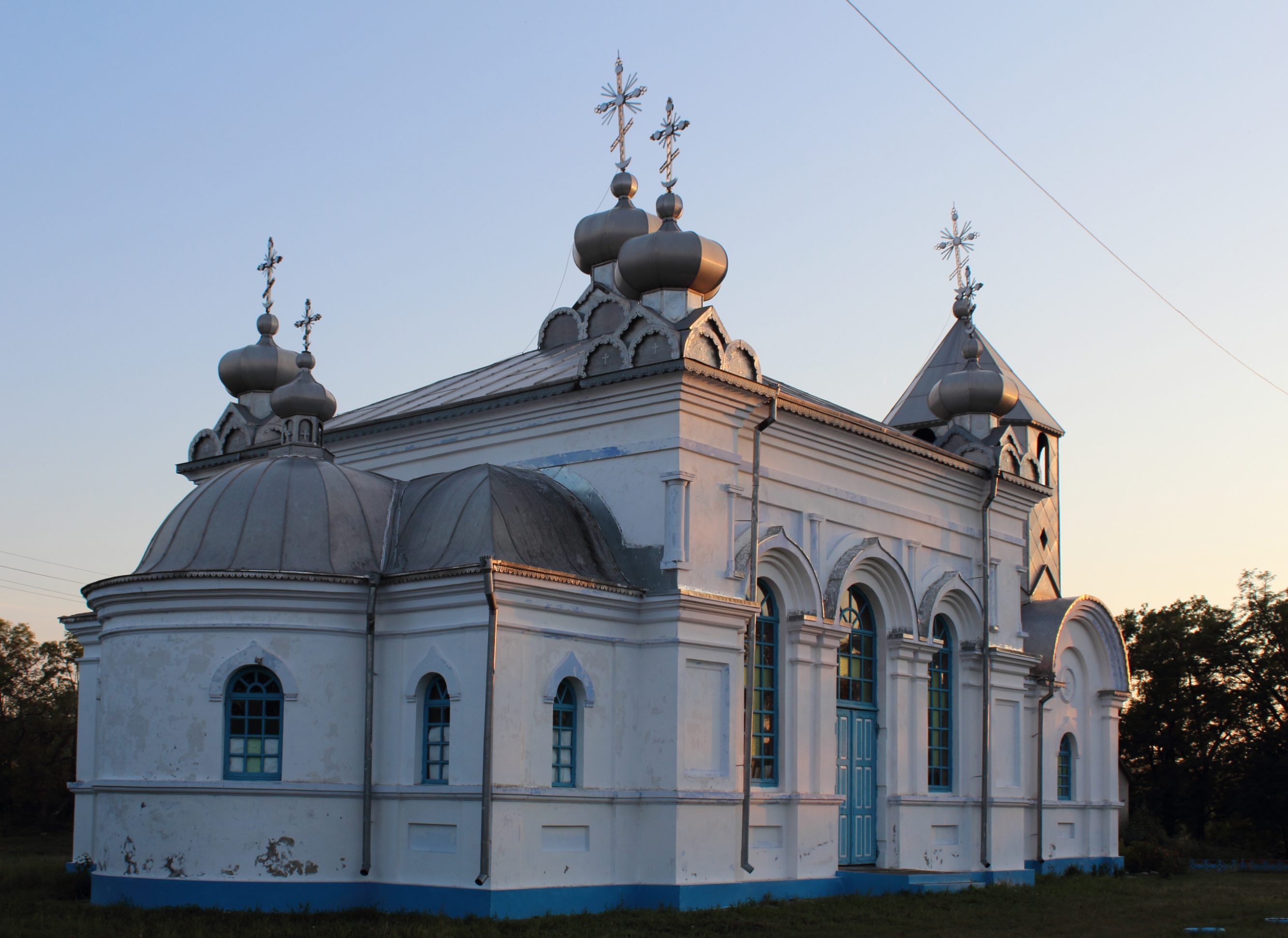
Церковь, XIX век, в селе Чёрный Кут
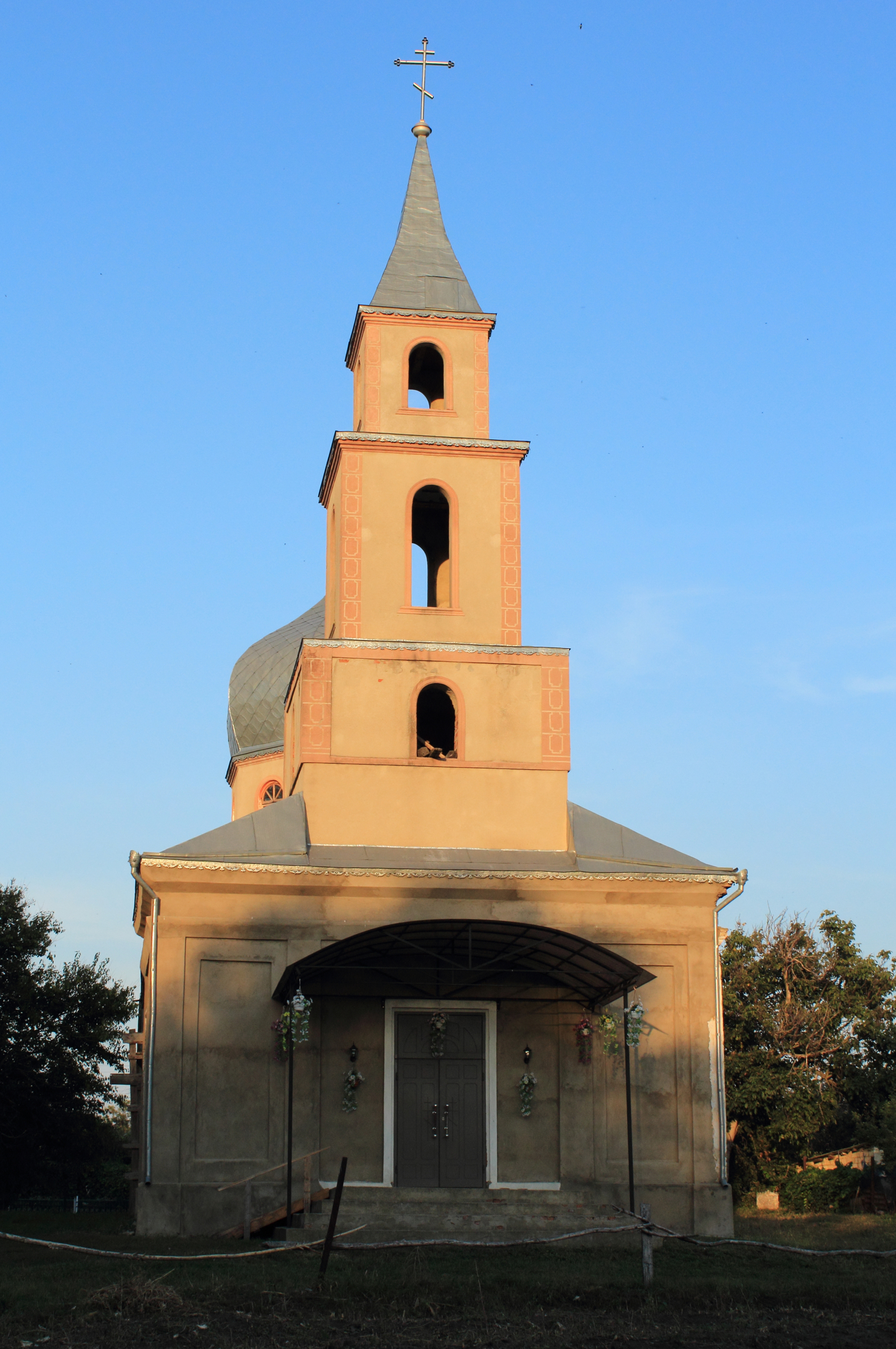
Церковь, XIX век, в селе Александровка
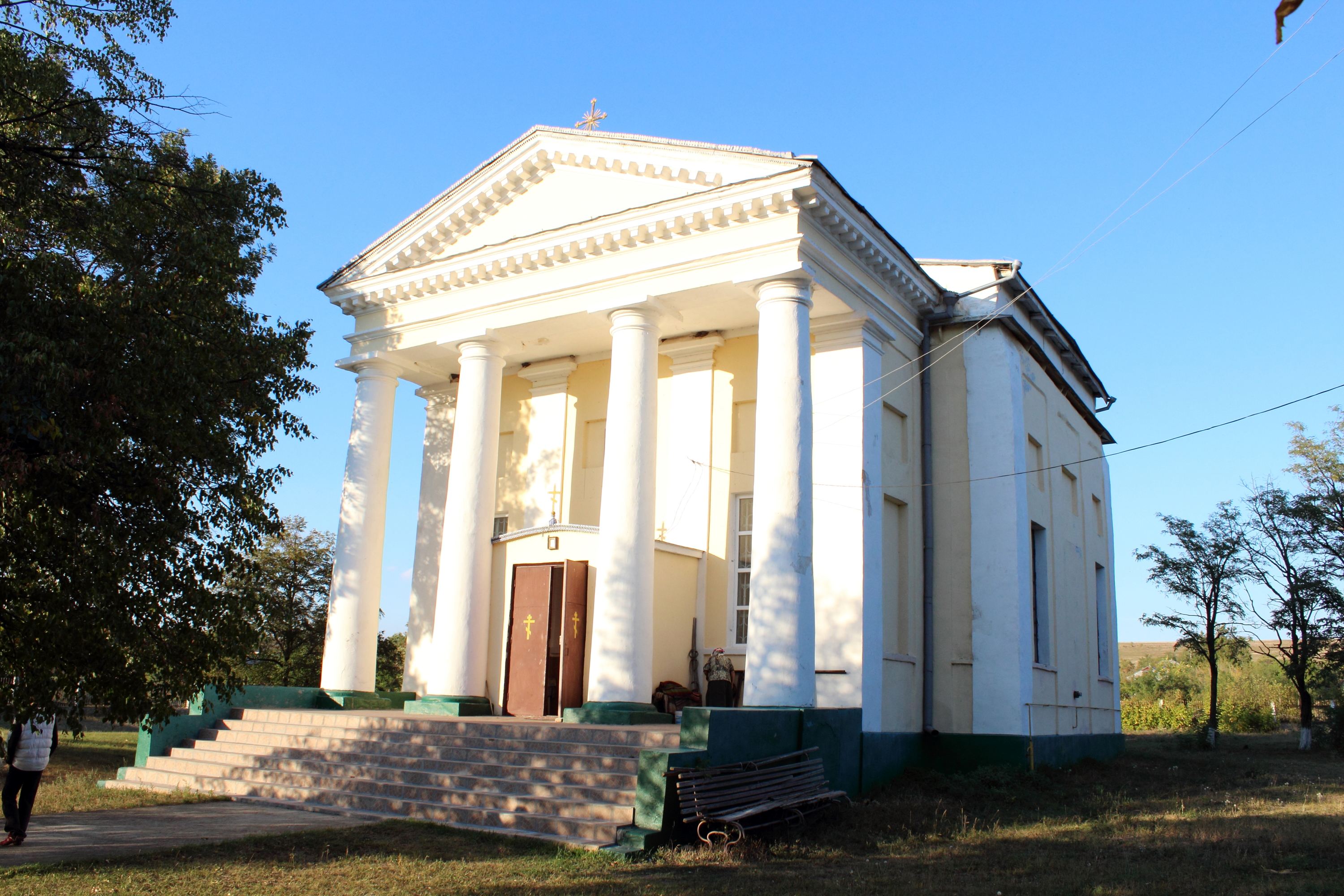
Церковь, XIX век, в селе Николаевка
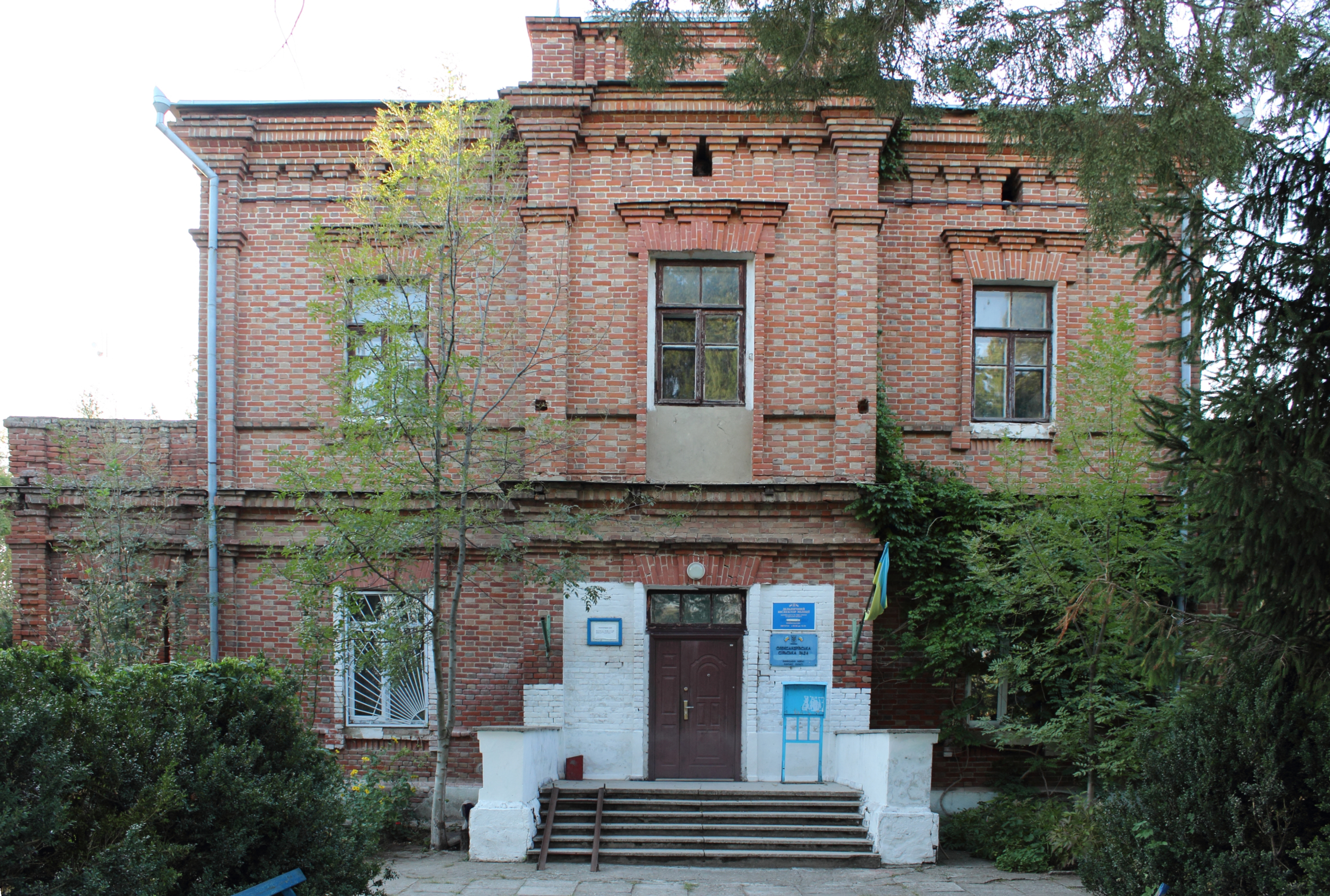
Усадьба Гофмана в селе Александровка